# 알렉시 라이호
알렉시 "와일드차일드" 라이호 (Alexi "Wildchild" Laiho, 본명: 마르쿠 울라 알렉시 라이호(핀란드어: Markku Uula Aleksi Laiho), 1979년 4월 8일 ~ 2020년 12월 29일)는 핀란드의 기타리스트, 작곡가, 보컬이다. 그는 멜로딕 데스 메탈 밴드 칠드런 오브 보돔의 창립 멤버이자 리드 보컬/리드 기타리스트이며 시너지, 퀼래훌루트의 기타리스트이다. 그는 이전에 워먼, 히포크리시, 사이 서펀트, 임페일드 나자렌에서 활동하기도 했다. 
알렉시의 기타 실력은 전세계적으로 인정받는다. 그는 2004년에 기타 월드 잡지에서 "위대한 헤비 메탈 기타리스트 100명" 목록에서 96위에 등극되었다. 또한 그는 기타 월드 잡지의 "세계에서 가장 빠른 속주 기타리스트 50명" 목록에 이름이 올려져 있다. 로드러너 레코드는 그를 "최고의 메탈 프론트맨" 목록에서 50명 중 41위에 선정하였다. 게다가, 토탈 기타가 주관한 "최고의 메탈 기타리스트"의 투표 결과로 전체 20퍼센트 이상을 차지하며 알렉시가 20명 중 1위를 기록했다.